# Carlos Mozer
José Carlos Nepomuceno Mozer (* 19. září 1960) je bývalý brazilský fotbalista a reprezentant.

## Reprezentace
Carlos Mozer odehrál 32 reprezentačních utkání. S brazilskou reprezentací se zúčastnil Mistrovství světa 1990 v Itálii.

## Statistiky
| Brazílie | Brazílie | Brazílie |
| Roky     | Záp.     | Góly     |
| -------- | -------- | -------- |
| 1983     | 9        | 0        |
| 1984     | 3        | 0        |
| 1985     | 6        | 0        |
| 1986     | 5        | 0        |
| 1987     | 0        | 0        |
| 1988     | 0        | 0        |
| 1989     | 2        | 0        |
| 1990     | 4        | 0        |
| 1991     | 0        | 0        |
| 1992     | 1        | 0        |
| 1993     | 1        | 0        |
| 1994     | 1        | 0        |
| Celkem   | 32       | 0        |